# Sonia Viérin
Sonia Viérin (Aosta, 25 ottobre 1977) è un'ex sciatrice alpina italiana.
È figlia di Roselda Joux e zia di Sophie Mathiou, a loro volta sciatrici alpine d'alto livello.

## Biografia
La Viérin, originaria di Gressan, ai Mondiali juniores di Voss 1995 arrivò 11ª nello slalom gigante e non terminò lo slalom speciale; debuttò in Coppa del Mondo il 21 dicembre dello stesso anno, a Veysonnaz in slalom gigante senza completare la prova, e l'anno successivo partecipò di nuovo ai Mondiali juniores, a Schwyz/Ybrig 1996, non riuscendo a terminare lo slalom gigante. Il 14 dicembre 1997 conquistò l'unica vittoria, nonché primo podio, in Coppa Europa, ad Abetone in slalom gigante; pochi giorni dopo, il 19 dicembre, ottenne nella medesima specialità a Val-d'Isère il miglior piazzamento in Coppa del Mondo (6ª).
Ai Mondiali di Vail/Beaver Creek 1999, sua unica presenza iridata,  non terminò lo slalom gigante; il 10 dicembre dello stesso anno salì per l'ultima volta sul podio in Coppa Europa, a Limone Piemonte nella medesima specialità (2ª). Ai XIX Giochi olimpici invernali di Salt Lake City 2002, sua unica presenza olimpica, non completò lo slalom speciale; prese per l'ultima volta il via in Coppa del Mondo il 25 gennaio 2003 a Maribor in slalom gigante, senza completare la prova, e si ritirò al termine della stagione 2004-2005: la sua ultima gara fu lo slalom speciale dei Campionati italiani 2005, disputato il 19 marzo a Monte Pora e chiuso dalla Viérin al 31º posto

## Palmarès

### Coppa del Mondo
- Miglior piazzamento in classifica generale: 67ª nel 1999

### Coppa Europa
- 3 podi (dati dalla stagione 1994-1995):
  - 1 vittoria
  - 2 secondi posti

#### Coppa Europa - vittorie
| Data             | Località | Paese  | Specialità |
| ---------------- | -------- | ------ | ---------- |
| 14 dicembre 1997 | Abetone  | Italia | GS         |

Legenda:

GS = slalom gigante

### Campionati italiani
- 4 medaglie:
  - 2 argenti (slalom gigante nel 1999; slalom gigante nel 2000)
  - 2 bronzi (slalom gigante nel 1997; slalom gigante nel 2001)